# Mustamakkara

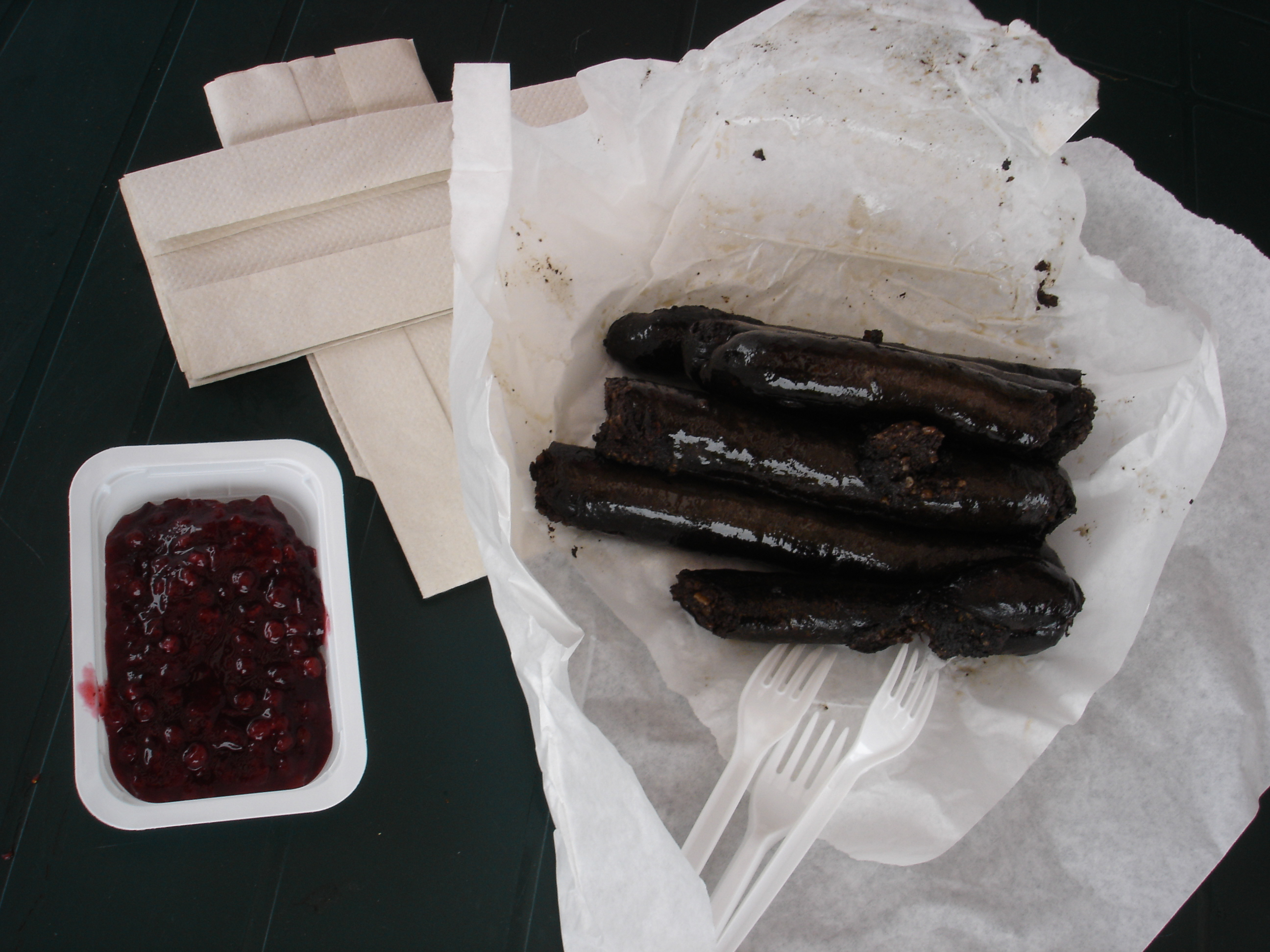
Mustamakkara z galaretką z borówek

Mustamakkara (dosł. czarna kiełbasa) – tradycjonalna fińska kiełbasa z Tampere; wyrób wędliniarski z krwi, kaszy, smalcu, mięsa wieprzowego i podrobów (skórki wieprzowe) oraz mąki żytniej, doprawiony cebulą i solą.
Mustamakkara serwowana jest często z galaretką z borówek.